# Нуньес, Унаи
Уна́и Ну́ньес Гесто́со (исп. и баск. Unai Núñez Gestoso; 30 января 1997, Португалете, Испания) — испанский футболист, защитник клуба «Сельта», выступающий на правах аренды за клуб «Атлетик Бильбао».

## Карьера
Нуньес является воспитанником «Атлетико Бильбао». В десять лет поступил в школу клуба. С 2015 года — игрок резервной команды «Атлетика» — «Басконии», где провёл один сезон, выступая в Терсере. С сезона 2016/2017 — игрок резервной команды Бильбао Атлетик, выступающей в Сегунде Б. Дебютировал в ней 21 августа 2016 года в поединке против «Сокуэльямос». Всего в сезоне провёл 33 встречи, в 31 из них выходя в стартовом составе.
С сезона 2017/2018 — игрок основной команды «Атлетика». Дебютировал в Примере 20 августа 2017 года в поединке против «Хетафе», выйдя на поле в стартовом составе и проведя весь матч.
25 августа 2017 года получил первый в карьере вызов в молодёжную сборную Испании.
Его отец, Абель, являлся игроком «Баракальдо», а старший брат Асьер — игрок «Португалете».

## Достижения
«Атлетик Бильбао»
- Обладатель Суперкубка Испании: 2021